# لاینه راندیارو
لاینه راندیارو (استونیایی: Laine Randjärv؛ زادهٔ ۳۰ ژوئیهٔ ۱۹۶۴) سیاست‌مدار اهل استونی است. وی از سال ۲۰۰۷ تا ۲۰۱۱ وزیر فرهنگ استونی بوده است.